# Amara carinata
Amara carinata là một loài bọ cánh cứng trong chi Amara thuộc họ Carabidae.